# Kgakge/Makakung
Kgakge/Makakung è un villaggio del Botswana situato nel distretto Nordoccidentale, sottodistretto di Ngamiland East. Il villaggio, secondo il censimento del 2011, conta 279 abitanti.